# إنريكي فرانكو
إنريكي فرانكو (بالإنجليزية: Enrique Franco)‏ هو كاتب أغاني أمريكي، ولد في 19 ديسمبر 1938 في مازاتلان في المكسيك.

## روابط خارجية
- إنريكي فرانكو على موقع IMDb (الإنجليزية)
- إنريكي فرانكو على موقع ميوزك برينز (الإنجليزية)
- إنريكي فرانكو على موقع ديسكوغز (الإنجليزية)